# 马来西亚湖泊列表
以下是马来西亚湖泊列表，列出了天然和人造的湖泊。

## 州

### 吉打
- 孕妇岛湖, 浮罗交怡
- 柏鲁湖

### 马六甲
- 爱极乐湖, 爱极乐
- 榴莲洞葛湖, 亚罗牙也
- Jus湖, 野新

### 彭亨
- 百乐湖
- 珍尼湖

### 霹雳
- 万汀湖
- 武吉美拉湖, 武吉美拉
- 贞德罗湖
- 太平湖公园, 太平
- 天猛莪湖

### 登嘉楼
- 肯逸湖

## 联邦直辖区

### 吉隆坡
- 吉隆坡湖滨公园
- 蒂蒂旺沙湖公园

### 布城
- 布城湖